# Chiesa di Sant'Antonio Abate (San Cataldo)
La chiesa di Sant'Antonio Abate (al Carmelo) è un edificio religioso cattolico situato nel centro storico della città di San Cataldo. È dedicata alla Madonna del Carmelo.
Attestata per la prima volta nel 1669, la chiesa fu interdetta da Lorenzo Gioeni, vescovo di Agrigento nel 1745. Precedentemente, nel 1740, l'arciprete di San Cataldo, Isidoro Amico volle innalzare un tempio, a croce greca. Quando il tempio era già in costruzione, nel 1773 Amico morì, e i lavori per lungo tempo rimasero fermi. Nel 1818 le pietre furono portate in piazza Madrice e, nel 1820 vennero utilizzate per la facciata della chiesa madre. L'area risultante dalla demolizione della chiesa non portata a termine, fu espropriata dagli eredi dell'arciprete Amico, i quali vi fabbricarono dei mulini, detti volgarmente "centimoli", dai quali il nomignolo degli Amico: "i centimolari. Nel 1853 Luigi Amico e i suoi congiunti costruirono una chiesetta dedicata alla Madonna Addolorata, detta chiesa di Sant'Antonio (chiesa di Santantunu), denominazione che rimane ancora oggi. Nel 1900/1904 o 1905 il sacerdote Cataldo Mistretta ricostruendola, la dedicò alla Madonna del Carmelo, titolatura ben presto andata in disuso a favore di quella originale. La chiesa è a una sola navata.
Sabato 17 gennaio 2015, su proposta del rettore della chiesa, l'arciprete Biagio Biancheri e su delibera della Giunta municipale Modaffari, la piazza della chiesa è stata intitolata a Sant'Antonio Abate col plauso dell'intera cittadinanza sancataldese.
Domenica 1 ottobre 2017, il Vescovo Mario Russotto, consacrò il nuovo altare in marmo, adeguato secondo le norme conciliari, rinchiudendovi secondo un'antica tradizione liturgica della Chiesa cattolica, alcune reliquie di santi carmelitani: Teresa d'Avila, Teresa di Lisieux, Elisabetta della Trinità e Giovanni della Croce. Durante la stessa celebrazione è stata benedetta la vetrata raffigurante la Madonna sotto il titolo "del Carmelo", realizzata con la tecnica della pittura a gran fuoco usando grisaglie e smalti policromi eseguita in quattro fasi a temperature diverse, collocata nella facciata della chiesa.

## Tradizioni e feste
Il 17 gennaio si svolge la festa di Sant'Antonio Abate, patrono del quartiere, richiamando ogni anno numerosi fedeli del Comune di San Cataldo ma anche dei comuni limitrofi per la tradizionale benedizione degli animali, dei mezzi agricoli e del fuoco, infatti, dal 2011 la sera del 17 gennaio, subito dopo la solenne Celebrazione Eucaristica (la nuova Piazza dedicata a S. Antonio) accoglie animali da stalla e domestici di tutte le razze per la benedizione a loro riservata. La festa è caratterizzata da numerose iniziative oltre che religiose anche culturali e musicali. Il 17 gennaio 2016, tra il comune di San Cataldo e il comune di Milena è stato stipulato un gemellaggio religioso in onore di Sant'Antonio Abate i quali insieme condividono la sua festa.
Il 16 luglio si svolge la festa della Madonna del Carmelo, patrona e titolare della chiesa. Dal 2009 la festa viene preparata da un triduo di preghiera che culmina nella sera del 16 luglio con una solenne Celebrazione Eucaristica su Piazza S. Antonio. Nel periodo dei festeggiamenti vengono proposti momenti di festa con spettacoli e musical a tema religioso, oltre ai momenti religiosi, come la fiaccolata eucaristica il 15 luglio, che richiama numerose persone alla partecipazione.